# Christmas Song Book (альбом Мины)
Christmas Song Book — семидесятый студийный и первый рождественский альбом итальянской певицы Мины, выпущенный 19 ноября 2013 года на лейбле PDU.

## Об альбоме
На альбоме представлено двенадцать классических рождественских песен, написанных между 1818 («Stille Nacht, heilige Nacht», оригинальная версия «Silent Night») и 1973 («Old Fashion Christmas») годами. Среди прочих Мина исполняет четыре хита Бинга Кросби («The Secret of Christmas», «I’ll Be Home for Christmas», «How Lovely Is Christmas» and «White Christmas»). Песня «Baby, It’s Cold Outside», традиционно исполняемая дуэтом, была записана с итальянским комиком и телеведущим Розарио Фиорелло.
Ранее уже были выпущены две песни: «Have Yourself A Merry Little Christmas» (для альбома 2012 года 12 (American Song Book)) и «Silent Night» (для фильма 2010 года «Банда Санта-Клаусов», опубликована на мини-альбоме Piccola strenna).
При оформлении альбома были использованы рисунки в стилистике «Диснея», специально нарисованные Джорджо Каваццано, сама Мина предстала в образе Мины-Дак; ранее подобное оформление использовалось для альбома Mina Celentano 1998 года. Диск вышел в трех версиях:
- CD с книгой, содержащей 18 страниц иллюстраций, описаний песен и письмо Мины слушателям.
- CD с книгой, содержащей 248 страниц классических диснеевских рождественских историй.
- LP (ограниченный тираж), включающий помимо цветной виниловой пластинки 12 иллюстраций Каваццано в большом формате.

Альбом достиг 6-го места в итальянском альбомном чарте и получил золотую сертификацию от FIMI.

## Список композиций
| №                   | Название                                     | Автор(ы)                                  | Длительность |
| ------------------- | -------------------------------------------- | ----------------------------------------- | ------------ |
| 1.                  | «Old Fashion Christmas»                      | Кенни Уильямс, Ф. П. Стерн                | 5:59         |
| 2.                  | «The Secret of Christmas»                    | Джимми Ван Хьюзен, Сэмми Кан              | 4:51         |
| 3.                  | «Baby, It’s Cold Outside»                    | Фрэнк Лессер                              | 2:25         |
| 4.                  | «I’ll Be Home for Christmas»                 | Уолетр Кент, Ким Гэннон                   | 3:22         |
| 5.                  | «Have Yourself a Merry Little Christmas»     | Ральф Блэйн, Хью Мартин                   | 3:59         |
| 6.                  | «Jingle Bell Rock»                           | Джозеф Бил, Джеймс Бут                    | 1:19         |
| 7.                  | «Silent Night (Stille Nacht, heilige Nacht)» | Франц Ксавьер Грубер, Джон Янг, Йозеф Мор | 3:06         |
| 8.                  | «Let It Snow!»                               | Жюль Стайн, Сэмми Кан                     | 2:48         |
| 9.                  | «How Lovely Is Christmas»                    | Алек Уайлдер, Альберт Сандгаард           | 1:59         |
| 10.                 | «Santa Claus Got Stuck in My Chimney»        | Билли Мур мл., Вильям Д. Харди            | 2:48         |
| 11.                 | «It Came Upon a Midnight Clear»              | Ричард Сторрс Уиллис, Эдмунд Сирс         | 2:25         |
| 12.                 | «White Christmas»                            | Ирвинг Берлин                             | 2:36         |
| Общая длительность: | Общая длительность:                          | Общая длительность:                       | 37:47        |

## Чарты

### Еженедельные чарты
| Чарт (2013)               | Высшая позиция |
| ------------------------- | -------------- |
| Италия (Classifica album) | 6              |

### Годовые чарты
| Чарт (2013)   | Позиция |
| ------------- | ------- |
| Италия (FIMI) | 32      |

## Сертификации и продажи
| Регион                                                       | Сертификация | Продажи |
| ------------------------------------------------------------ | ------------ | ------- |
| Италия (FIMI)                                                | Золотой      | 30 000* |
| * Данные о продажах приведены только на основе сертификации. |              |         |